# Филенки (Липецкая область)
Филенки — деревня Георгиевского сельсовета Становлянского района Липецкой области.

## География
Деревня Филенки расположена на правом берегу реки Паленка и на юго-востоке граничит с деревней Палёнка.
Через деревню проходят проселочные дороги; имеется одна улица: Степная.

## Население
| 2010 |
| ---- |
| 15   |

В 2015 году население деревни составляло 8 человек.